# Badia Pavese
Badia Pavese (Casél in dialetto pavese) è un comune italiano di 422 abitanti della provincia di Pavia in Lombardia. Si trova nel Pavese meridionale, nella piana alluvionale a breve distanza dalla riva sinistra del Po.

## Storia
Era detto Caselle Badia (Casule Abbatiae fin dal IX secolo), essendo sorto sulle terre dell'antica abbazia di Santa Cristina, il vicino monastero di fondazione Longobarda. Successivamente appartenne feudalmente ai Todeschini e per matrimonio da 1527 ai Cusani, nell'ambito del feudo di Chignolo Po, cui rimase fino al 1797. Faceva parte della Campagna Sottana di Pavia. Nel XVIII secolo gli fu aggregato il comune di Cassina del Mezzano, appartenente allo stesso feudo.

### Simboli
Lo stemma e il gonfalone sono stati concessi con decreto del presidente della Repubblica del 23 novembre 1998.
Le spighe ricordano l'abbondante produzione agricola del territorio; l'airone è un uccello comune nella zona ed anche simbolo delle bonifiche effettuate nelle aree palustri; le due fasce ricordano il legame con il fiume Po sulla cui sponda sorse l'abitato in età altomedievale.
Il gonfalone è un drappo di azzurro.

## Società

### Evoluzione demografica
Abitanti censiti